# 朱尼亞塔 (內布拉斯加州)
朱尼亞塔（英語：Juniata）是位於美國內布拉斯加州亞當斯縣的村。

## 人口
根據2020年美國人口普查的數據，朱尼亞塔的面積為1.75平方千米，皆為陸地。當地共有人口744人，而人口密度為每平方千米425人。